# نوشر (رشت)
نوشر یکی از روستاهای از توابع بخش خشکبیجار و شهرستان رشت می‌باشد. این روستا در شهر خشکبیجار منطقه دهستانی محسوب می‌شود همچنین از نظر جغرافیایی این روستا از بین جاده خشکبیجار - لشت نشا عبور می‌کند جمعیت این روستا در سال ۱۴۰۱ بر بالغ ۹۰۰ نفر می‌باشد اکثر مردم این روستا به ورزش فوتبال و والیبال علاقه زیادی دارند. ناحیه دیگر دهستان نوشر به نام روستای نوشر > آقلی (اقاقلی) یا «نوشر پایین محله» معروف است که از زمان محمد علی شاه به این نام شناخته می‌شود. کلمهٔ (آقلی) از نام شخصی گرفته شده که نقش مهمی در تاریخچه نوشر داشته‌است.

## امکانات
```
این دهستان به دلیل نزدیکی به شهر 
خشکبیجار
 دسترسی به امکانات و خدمات رفاهی، درمانی، آموزشی و تفریحی و دارای مدرسه ابتدایی و راهنمایی و دانشگاه پیام نور و داری یک مسجد جامع و یک زمین ورزشی و یک پست بانک می‌باشد
```

## مردم
کار عمده مردم کشاورزی و ابریشم و دامداری می‌باشد. همچنین در این دهستان کارخانه برنجکوبی و بسته بندی محصولات غذایی فراهم می‌باشد.